# Swimming Pool (cocktail)
Pour les articles homonymes, voir Swimming Pool et Piscine (homonymie).
Un Swimming Pool (piscine en anglais) est un cocktail à base de rhum blanc, vodka, crème de noix de coco, curaçao bleu, et jus d'ananas.

## Historique
Ce cocktail « piscine » est créé en 1979 par le célèbre barman restaurateur allemand Charles Schumann, dans son bar restaurant Munich Schumann de Munich en Allemagne. Ce dernier le publie dans son livre de cocktail en 1984, et en 1991. 

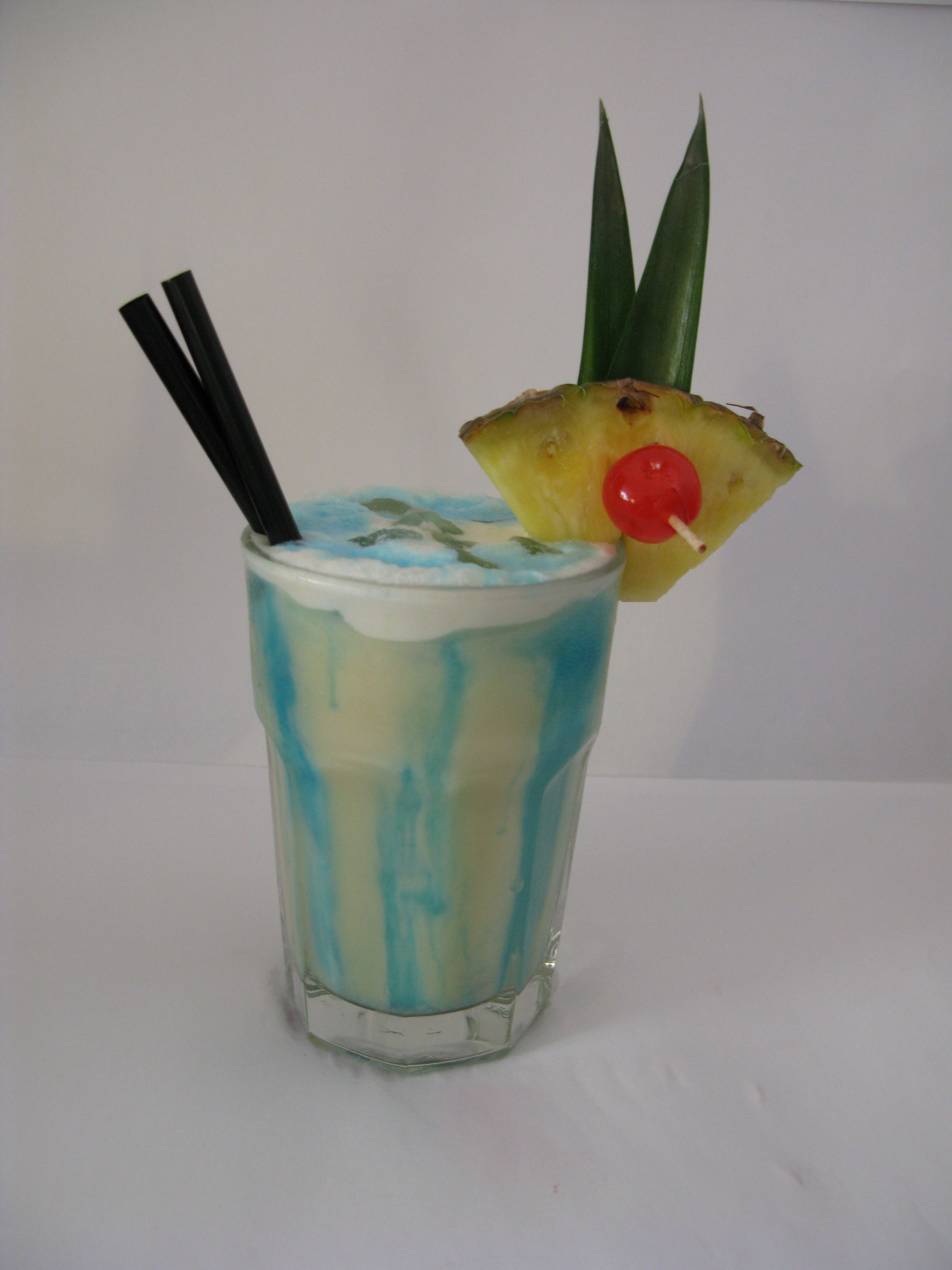
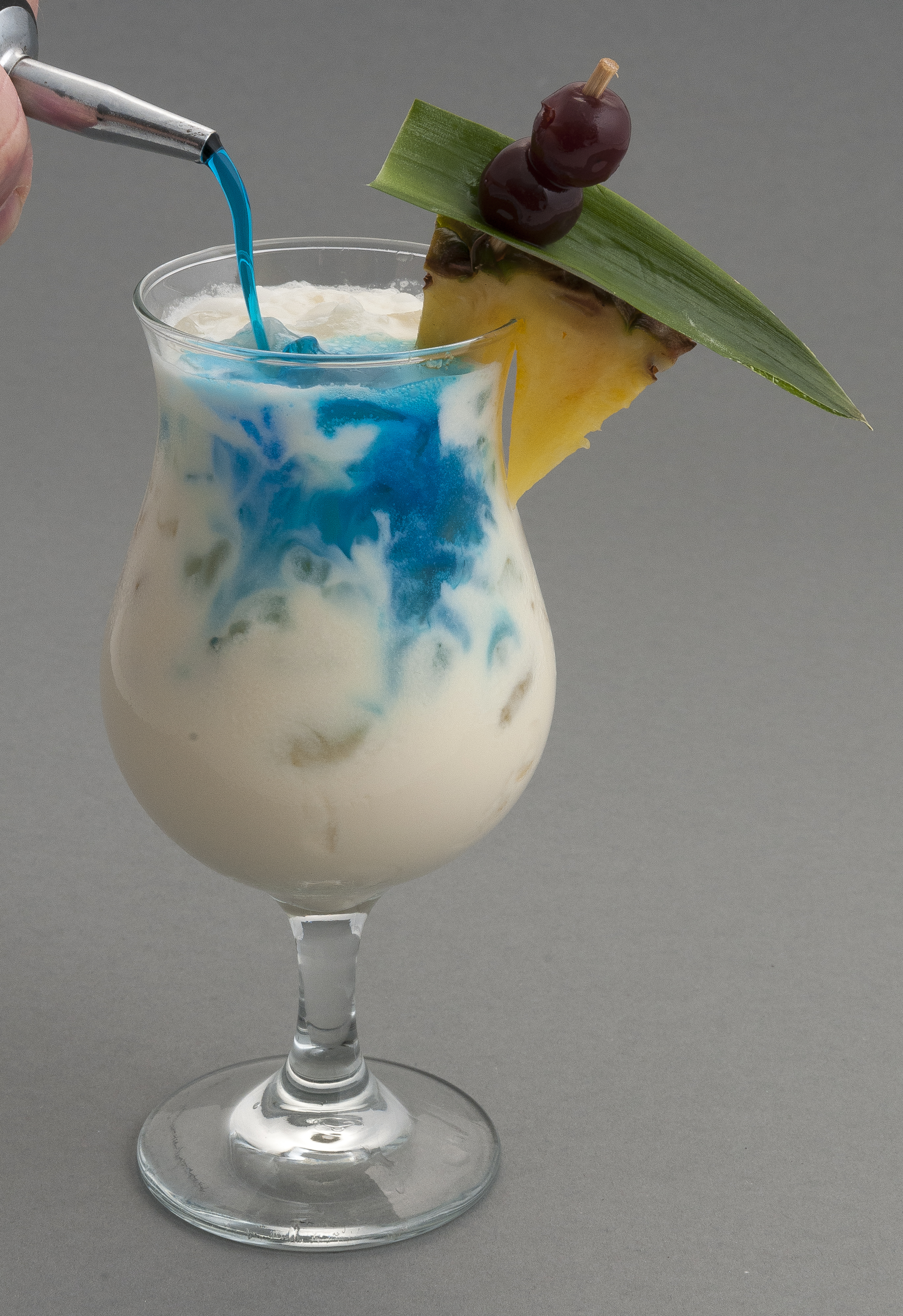
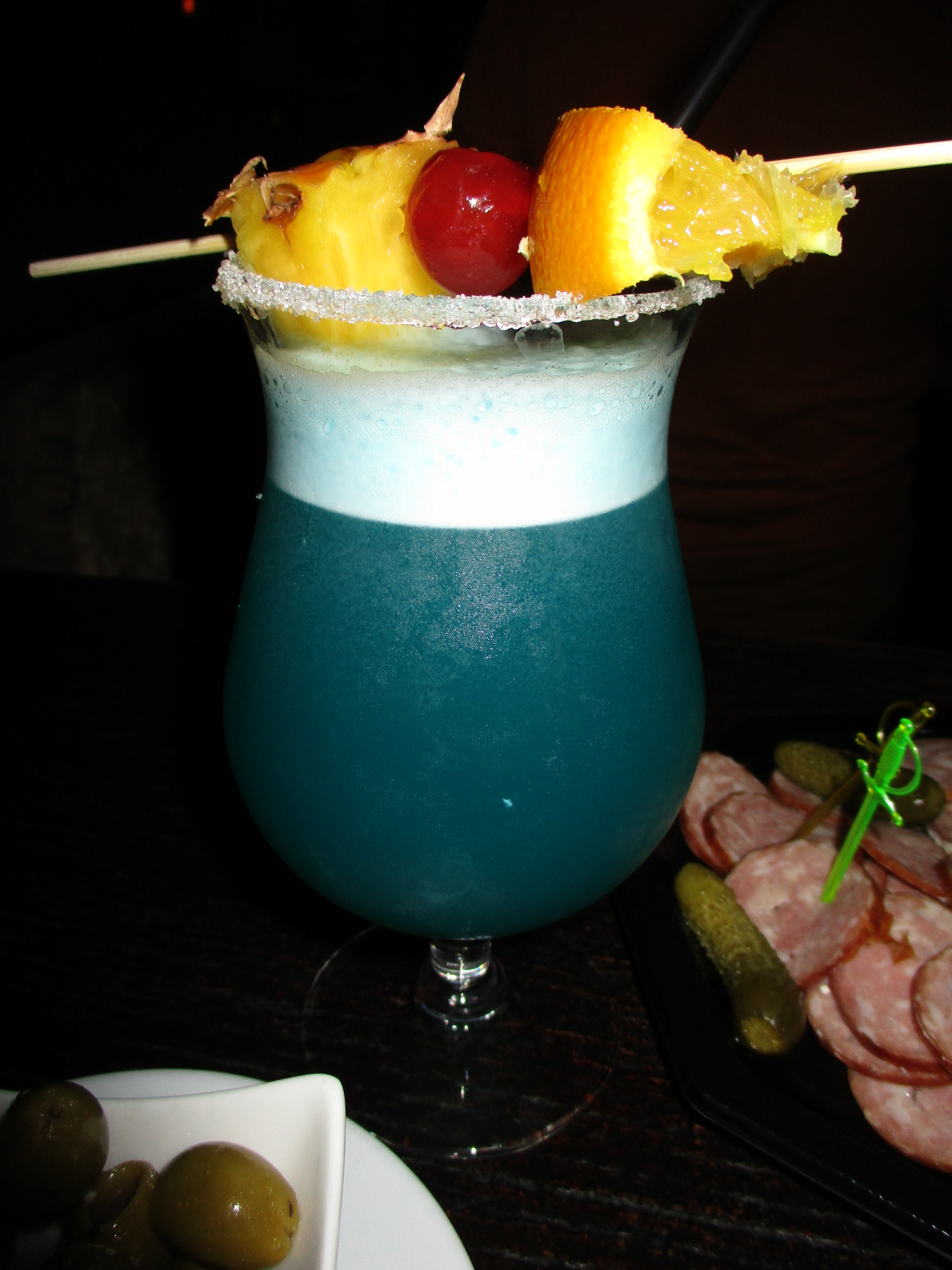

Variante entre autres des Piña colada, Blue Hawaii, Blue Lagoon, Ocean breeze, Blue lady, Train bleu... sa couleur bleu piscine est donnée par le curaçao bleu.

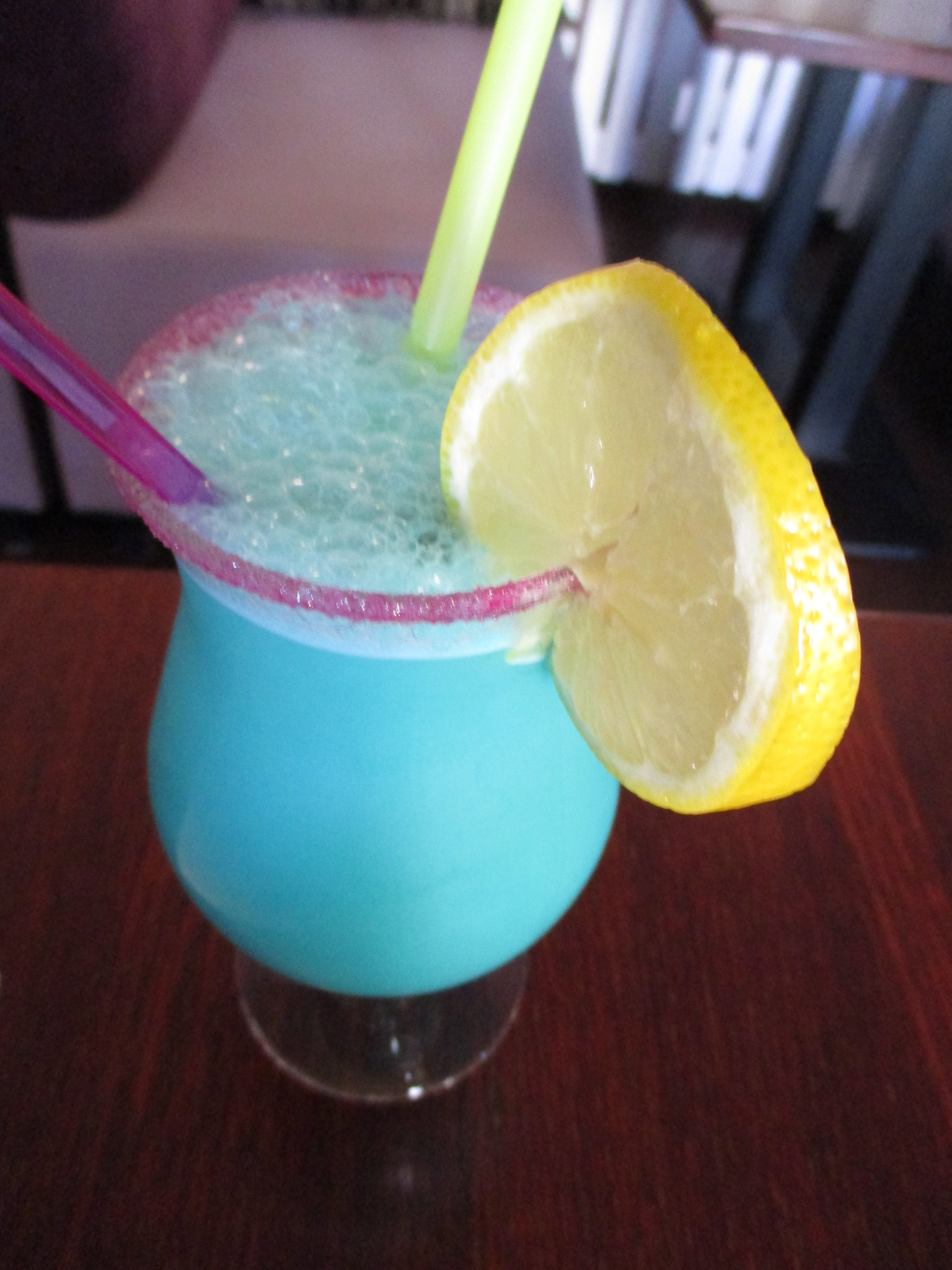
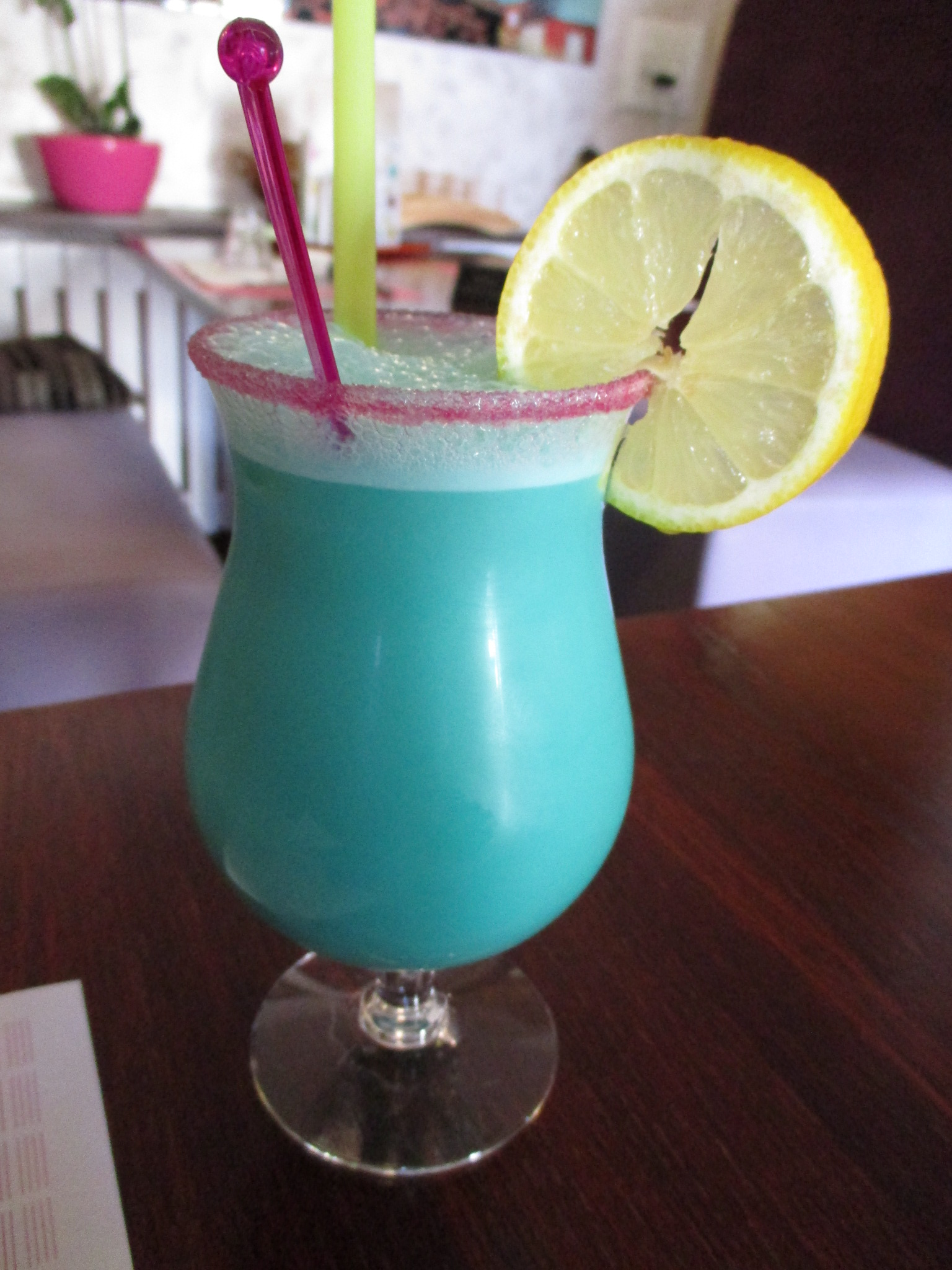
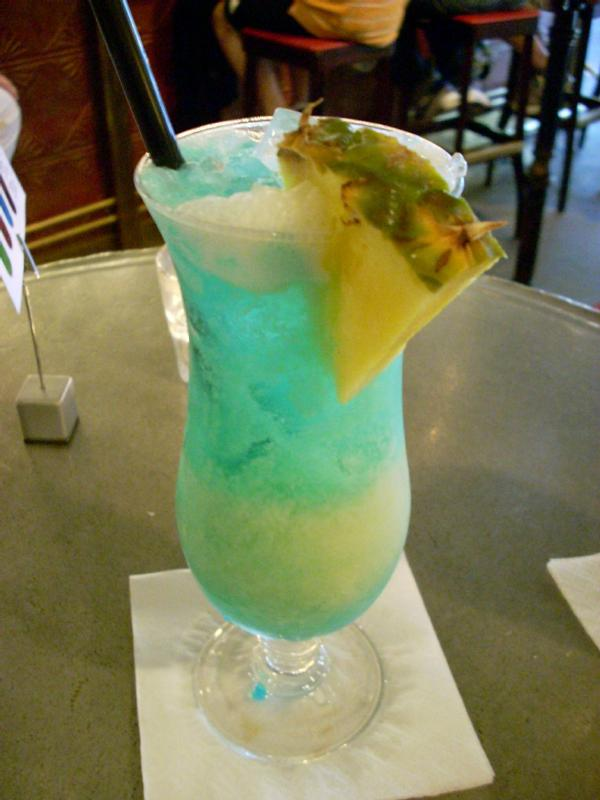

Frapper les ingrédients dans un shaker avec de la glace pilée, servir dans un verre tulipe.
Décoration : verser la préparation dans le verre sur le curaçao, ou bien verser le curaçao sur le cocktail à la crème de noix de coco pour obtenir des effets artistiques de bleu. Décoré avec tranche d'ananas, et cerise confite...

## Ingrédients
- 2 cl vodka
- 4 cl de rhum blanc
- 1 cl de Curaçao bleu
- 2 cl crème de coco
- 1 cl crème douce
- 4 cl de jus d'ananas
- Tranche d'ananas, cerise confite